# Yalu
Le Yalu (chinois simplifié : 鸭绿江 ; chinois traditionnel : 鴨綠江 ; pinyin : yālù jiāng), ou Amnok (en coréen : 압록강), est un fleuve qui marque la frontière entre la Chine et la Corée du Nord.

## Géographie

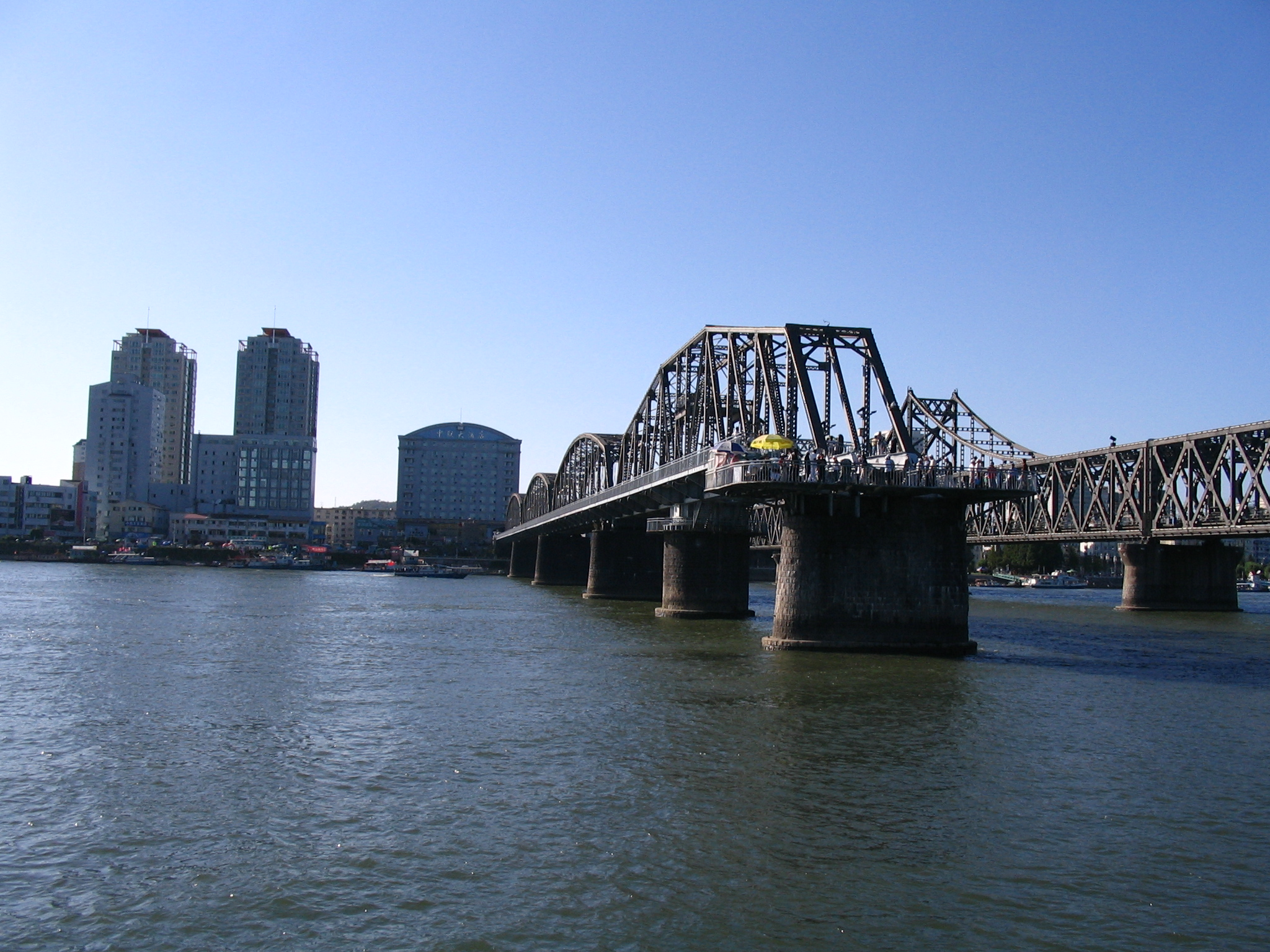
Ponts sur le fleuve Yalu, menant de Sinŭiju à Dandong, vus depuis la Corée du Nord. Le pont détruit par les bombardements américains de Dandong, et le pont de l'Amitié sino-coréenne, en arrière plan.

Il naît sur le mont Paektu, point culminant de toute la Corée, à 2 500 m d'altitude et se jette dans la mer Jaune, après un parcours de 800 km orienté globalement vers le Sud-Ouest. Son bassin versant a une superficie de 30 000 km2.
Ses principaux affluents sont le Hunjiang (446 km), le Pushi et le Ai He (182 km) côté chinois ainsi que le Changjin, le Hochon et le Tongro côté coréen.
Trois barrages servent à l'approvisionnement en électricité : les barrages de Supung (765 MW), Yunfeng (400 MW) et Taipingwan.
Plusieurs ponts permettent de franchir le fleuve, dont les plus importants sont le pont cassé du Yalu, détruit par les Américains pendant la guerre de Corée et  le pont de l'amitié sino-coréenne, qui lui est parallèle.
Entre le 26 février et le 1er mars 2024, le photographe et journaliste de l'AFP Pedro Pardo a réalisé un reportage photographique sur la Corée du Nord, depuis la frontière chinoise dont 10 images ont été dévoilées, dont des photos de Hyesan.

## Histoire
Deux grandes batailles se sont déroulés sur son cours :
1. la bataille du fleuve Yalu (1894), au cours de la guerre sino-japonaise ;
2. la bataille du fleuve Yalu (1904), au cours de la guerre russo-japonaise.

Toutes deux furent des victoires japonaises décisives.
Pendant l'occupation japonaise (1910-1945), la rive gauche du fleuve fut fortement industrialisée : 20 % de la production industrielle de l'empire japonais provenait de la Corée.
Durant la guerre de Corée, en octobre et novembre 1950, l'approche du Yalu par les forces américaines déclencha l'intervention des « volontaires » chinois qui repoussèrent le front au-delà du 38e parallèle.